# Березанський район
Береза́нський райо́н — колишній район. Розташовувався у південній частині Миколаївської області в зоні південного степу України. Районний центр — селище міського типу Березанка. Територія району становила 1,38 тис. км². 19 липня 2020 року район було ліквідовано внаслідок адміністративно-територіальної реформи.

## Географія
Район був розташований на узбережжі Чорного моря. Територія його витягнута з півночі на південь на 50 км та із заходу на схід на 30 км. Район розташований у межах природних підзон:
- до степу південного відноситься північна частина Березанського району;
- до степу сухого — південна частина Березанського району.

Район межував з Одеською областю, Миколаївським, Веселинівським та Очаківським районами Миколаївської області. З півдня територія району омивається водами Чорного моря, західне узбережжя омиває Тилігульський лиман, південно-східне узбережжя омивається водами Березанського лиману.
Рельєф району рівнинно-хвилястий. В геоморфологічному відношенні територія району знаходилася, в основному, на первинно акумулятивній рівнині Причорноморської низовини. Прибережні смуги лиманів та самого Чорного моря перетинаються короткими, але широкими та глибокими балками. Річки району: Балка Суха Злодійка, Балка Атаманка.
У районі 1 селище міського типу і 49 сільських населених пунктів.

### Клімат
Клімат району континентальний, дуже теплий, посушливий. Середньорічна температура повітря — +9,2 С°. Тривалість безморозного періоду — 160—205 днів, вегетаційного — 215—225 днів.
Переважаючими вітрами в холодний період є північно-східні, в теплий — північно-західні, з середньорічною швидкістю 4,2-4,3 м/сек. В окремі роки, особливо ранньою весною, швидкість вітру набуває значної сили (понад 15 м/сек і більше). Інколи вітри переходять у пилові бурі, видуваючи ґрунт та пошкоджуючи сільськогосподарські культури. Число днів з сильним вітром 10-20 днів, а з пиловими бурями — 2 дні.
Сума опадів за рік — 340 мм. Найбільша кількість опадів випадає на червень, найменша — на березень. Основна частина опадів (70 %) випадає в теплий період року, переважно у вигляді злив, які спричиняють полягання посівів, створення ґрунтової кірки і викликають водну ерозію ґрунтів.
Сніговий покрив нестійкий, середня висота його в період найбільшого нагромадження (лютий) досягає 3-6 см. Кількість днів зі сніговим покривом — 40-60. Промерзання ґрунту починається в перших числах грудня і становить 38-43 см. Максимальна глибина промерзання — 120—140 см, мінімальна — 10-20 см. Повне розмерзання ґрунту спостерігається у середині березня.
Відносна вологість повітря за рік дорівнює 60-70 відсотків, яка в теплий період зменшується до 40 відсотків.

## Флора
Природна рослинність на території району лишилася на схилах, днищах балок та на незначних ділянках заплав річок, що використовуються як пасовища. Трав'яний покрив на схилах дуже зріджений і не завжди уберігає від ерозії. Тут зустрічаються типчина, тонконіг бульбистий, лобода татарська, тонконіг вузьколистий, пирій повзучий, люцерна, житняк, костриця овеча, молочай, чебрець, полин австрійський і такі однорічники як стоколос, гусятник малий, конюшина польова, вероніка весняна, роговик український. Влітку, коли злаки вигорають, у рослинному покриві переважає різнотрав'я, представлене найбільш ксерофітними видами — гвоздикою, віниччям розлогим, польовими волошками та полином.
На днищах балок і на заплавах річок, де умови зволоження сприятливі для розвитку вологолюбної рослинності, ростуть пирій повзучий, молочай лозовий, осока, тонконіг бульбистий, вузьколистий та інші. На засолених ґрунтах заплав ростуть солевитривалі рослини — кермек, айстра солончакова, солянка.
Заболочені ділянки заплав вкриті заростями очерету, рогози та осоки. На подових землях ростуть пирій повзучий, пирій подовий, осока, гірчак подовий, молочай лозовий, спориш, ромашка.
Природної деревної рослинності на Березанщині майже немає.

## Історія
Утворений 7 березня 1923 року як Анатоліївський р-н (з центром в с. Анатолівка) Одеської округи; район був ліквідований у 1962 р. та відновлений у грудні 1966 року.

## Транспорт
Районом проходив автошлях E58.

## Населення
Розподіл населення за віком та статтю (2001)
| Стать | Всього | До 15 років | 15-24 | 25-44 | 45-64 | 65-85 | Понад 85 |
| --- | ------ | ----------- | ----- | ----- | ----- | ----- | -------- |
| Чоловіки | 11 821 | 2582        | 1754  | 3656  | 2877  | 922   | 30       |
| Жінки | 13 320 | 2461        | 1618  | 3810  | 3422  | 1848  | 161      |
| \| Статево-вікова піраміда \| Статево-вікова піраміда \| Статево-вікова піраміда \| \| ----------------------- \| ----------------------- \| ----------------------- \| \| Чоловіки \| Вік \| Жінки \| \| 30 \| 85 + \| 161 \| \| 40 \| 80-84 \| 176 \| \| 128 \| 75-79 \| 406 \| \| 336 \| 70-74 \| 610 \| \| 418 \| 65-69 \| 656 \| \| 673 \| 60-64 \| 985 \| \| 451 \| 55-59 \| 581 \| \| 765 \| 50-54 \| 841 \| \| 988 \| 45-49 \| 1015 \| \| 1075 \| 40-44 \| 1121 \| \| 954 \| 35-39 \| 969 \| \| 780 \| 30-34 \| 865 \| \| 847 \| 25-29 \| 855 \| \| 887 \| 20-24 \| 787 \| \| 867 \| 15-20 \| 831 \| \| 1091 \| 10-14 \| 1058 \| \| 839 \| 5-9 \| 766 \| \| 652 \| 0-4 \| 637 \| |        |             |       |       |       |       |          |
| Статево-вікова піраміда |        |             |       |       |       |       |          |
| Чоловіки | Вік    | Жінки       |       |       |       |       |          |
| 30 | 85 +   | 161         |       |       |       |       |          |
| 40 | 80-84  | 176         |       |       |       |       |          |
| 128 | 75-79  | 406         |       |       |       |       |          |
| 336 | 70-74  | 610         |       |       |       |       |          |
| 418 | 65-69  | 656         |       |       |       |       |          |
| 673 | 60-64  | 985         |       |       |       |       |          |
| 451 | 55-59  | 581         |       |       |       |       |          |
| 765 | 50-54  | 841         |       |       |       |       |          |
| 988 | 45-49  | 1015        |       |       |       |       |          |
| 1075 | 40-44  | 1121        |       |       |       |       |          |
| 954 | 35-39  | 969         |       |       |       |       |          |
| 780 | 30-34  | 865         |       |       |       |       |          |
| 847 | 25-29  | 855         |       |       |       |       |          |
| 887 | 20-24  | 787         |       |       |       |       |          |
| 867 | 15-20  | 831         |       |       |       |       |          |
| 1091 | 10-14  | 1058        |       |       |       |       |          |
| 839 | 5-9    | 766         |       |       |       |       |          |
| 652 | 0-4    | 637         |       |       |       |       |          |

Національний склад населення за даними перепису 2001 року:
| Національність | Кількість осіб | Відсоток |
| -------------- | -------------- | -------- |
| українці       | 22136          | 88,05 %  |
| росіяни        | 1504           | 5,98 %   |
| молдовани      | 566            | 2,25 %   |
| гагаузи        | 224            | 0,89 %   |
| вірмени        | 151            | 0,60 %   |
| інші           | 560            | 2,23 %   |

Мовний склад населення за даними перепису 2001 року:
| Мова       | Кількість осіб | Відсоток |
| ---------- | -------------- | -------- |
| українська | 22342          | 88,87 %  |
| російська  | 2078           | 8,27 %   |
| молдовська | 273            | 1,09 %   |
| гагаузька  | 131            | 0,52 %   |
| вірменська | 128            | 0,51 %   |
| інші       | 189            | 0,75 %   |

Населення району станом на січень 2015 року налічувало 23 566 осіб, з них міського — 4 127 (власне Березанка), сільського — 19 439 осіб.

## Пам'ятки
У районі на обліку перебуває одна пам'ятка архітектури, та 37 — історії.

## Політика
25 травня 2014 року відбулися Президентські вибори України. У межах Березанського району було створено 27 виборчих дільниць. Явка на виборах складала — 55,08 % (проголосували 10 354 із 18 798 виборців). Найбільшу кількість голосів отримав Петро Порошенко — 44,69 % (4 627 виборців); Сергій Тігіпко — 14,57 % (1 509 виборців), Юлія Тимошенко — 11,78 % (1 220 виборців), Олег Ляшко — 5,96 % (617 виборців), Вадим Рабінович — 5,27 % (546 виборців). Решта кандидатів набрали меншу кількість голосів. Кількість недійсних або зіпсованих бюлетенів — 2,58 %.